# Monte Torbert
O monte Torbert é a montanha mais alta das Montanhas Tordrillo, no Alasca. Situa-se a noroeste de Anchorage e tem 3479 m de altitude e 2648 de proeminência topográfica, sendo assim um pico ultraproeminente. Ao contrário do monte Spurr, na mesma cordilheira, o monte Torbert não é um vulcão.
Está todo o ano coberto por neve e alimenta vários glaciares, três dos quais se abrem para o lago Beluga no sopé do flanco oriental.